# Раз Рід
Раз Рід (англ. Raz Reid; нар. 27 серпня 1951) — колишній американський тенісист.
Найвищу одиночну позицію світового рейтингу — 71 місце досяг 6 листопада 1974 року.
Здобув 2 парні титули.
Найвищим досягненням на турнірах Великого шолома був чвертьфінал в змішаному парному розряді.
Завершив кар'єру 1977 року.

## Фінали Гран-прі за кар'єру

### Парний розряд: 2 (2–0)
| Результат | W-L | Рік      | Турнір              | Покриття | Партнер      | Суперник                  | Рахунок       |
| --------- | --- | -------- | ------------------- | -------- | ------------ | ------------------------- | ------------- |
| Перемога  | 1–0 | Бер 1974 | Джексон, США        | Килим    | Фред Макнеер | Байрон Бертрам Джон Фівер | 3–6, 6–3, 6–3 |
| Перемога  | 2–0 | Жов 1974 | Мельбурн, Австралія | Трава    | Аллан Стоун  | Майк Естеп Пол Кронк      | 7–6, 6–4      |